# Ivan Král
Ivan Král (Praga, 12 de maig de 1948 - Ann Arbor, 2 de febrer de 2020) va ser un músic, guitarrista i compositor txecoslovac i després txec naturalitzat americà. És més conegut com a membre del grup de Patti Smith, el Patti Smith Group.
Tres cançons d'Ivan Král (Tell Me I'm Alive, Don't Have Answers, Crazy about You) es van utilitzar com a temes en el quartet de l'anime Yozakura (2008).

## Biografia
Ivan Král va col·laborar sobretot amb Iggy Pop a l'àlbum Party. Va ser el 1976 codirector del documental dedicat al punk rock The Blank Generation, i va ser nominat a la categoria de millor música del Lleó txec el 2001 per la banda sonora de la pel·lícula Cabriolet. És coautor de la música de Téléphone Ce soir est ce soir que apareix al disc Dure Limite.
Va morir el dia 2 de febrer de 2020 com a conseqüència d'un càncer.

## Discografia

### Àlbums en solitari
| • 'Perfect Moon' |
| --- |
| (Ariola) 1. Rains Again 2. Winner Takes All 3. Shoes 4. Speak to Me 5. Bless You 6. No One 7. Second Morning 8. Nothing Lasts Forever 9. Ahah 10. Seems Like Days 11. Love You to Death |

| • 'So Bad' |
| --- |
| 1. Trust Your Heart 2. Teach Your Children 3. Natalie 4. Tell Me the Reason 5. Getting Back 6. Only a Child 7. Baterka 8. Oh Lord 9. On the Way Home 10. If You Break Away 11. Who Am I |

| • 'Pumpin' for Jill' |
| --- |
| (Mercury Records) 1. Houston Is Hot 2. Bang Bang 3. Love and Crisis 4. Falling for You 5. Stop Breaking 6. Buttons 7. Tooth for Truth 8. Moni 9. P.S. I Feel for You "Dancing Barefoot" 10. White Socks 11. Pleasure 12. Perfect Lie |

| • 'Pretty Lady' |
| --- |
| (CDirect) 1. You Take My Money 2. Funny Farm 3. Put'em Up! 4. Telling Lies 5. Smoke Out 6. I'm Lazy 7. Another Broken Heart 8. Time 9. You're No Good 10. Let It Go 11. Hold Me Now 12. Addiction 13. Dark Eyes |

### Cançons dins delgrup Patti Smith

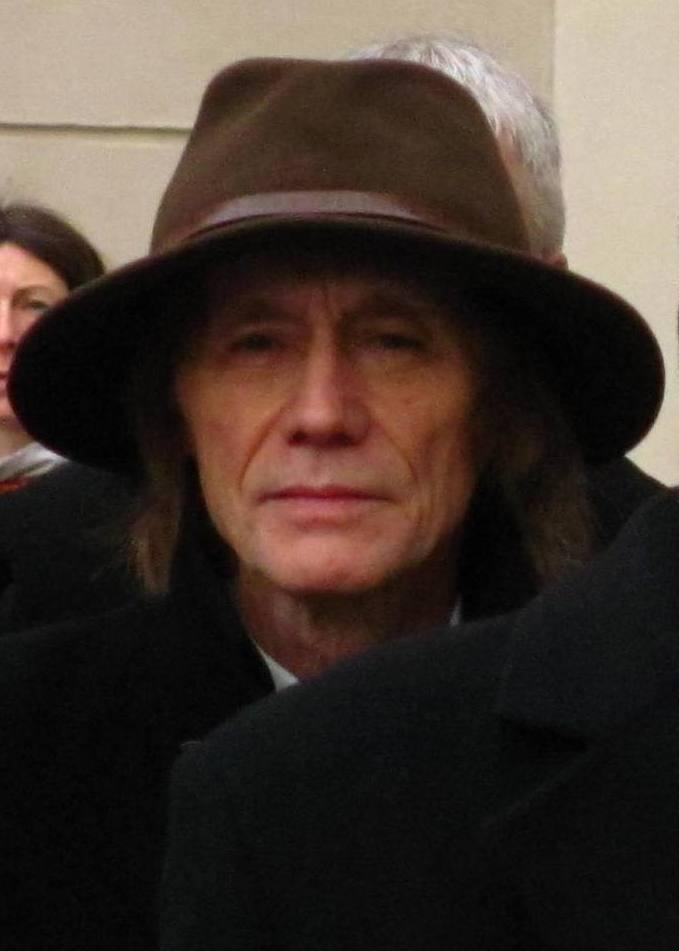
Ivan Král el 2011.

- Ask the Angels (album: Radio Ethiopia)
- Pissing in a River (album: Radio Ethiopia)
- Pumping (My Heart) (album: Radio Ethiopia)
- Dancing Barefoot (album: Wave)